# Rubygate
L'escàndol Rubygate, anomenat així en referència a l'escàndol Watergate, és un afer politicojudicial de caràcter sexual en el qual fou implicat el president del Consell dels Ministres italià Silvio Berlusconi. Es parla igualment de l'afer Ruby.
Berlusconi fou acusat d'haver incitat a la prostitució una ballarina de discoteca menor. Entre febrer i maig del 2010, hauria pagat Karima El Mahroug (coneguda també amb el nom artístic de Ruby Rubacuori), aleshores menor, per tenir-hi relacions sexuals, així com amb moltes altres joves que participaven en una sèrie de recepcions privades, les bunga-bunga, dins d'una de les seves vil·les a Arcore, prop de Milà.
Es llançà una investigació; Silvio Berlusconi i alguns dels seus associats hagueren de respondre a acusacions molt greus: abús de posició, explotació de la prostitució i explotació sexual de menors.

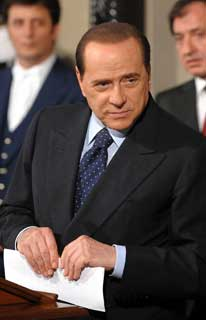
El president del Consell Italià, Silvio Berlusconi, acusat de relacions sexuals pagades amb prostitutes menors

Mentre que els investigadors afirmaven que la intercepció legal de converses de telèfons mòbils els proporcionava proves aclaparadores, els advocats del primer ministre discutien aquestes al·legacions i proclamaven que es tractava d'una investigació absurda i sense fonament.
Berlusconi fou absolt pel Tribunal d'Apel·lacions de Milà, però a data de novembre de 2014 encara hi havia la possibilitat que el Tribunal Suprem revoqués aquesta sentència.

## Fets
El 27 de maig del 2010, Karima El Mahroug, una ballarina del ventre professional nascuda al Marroc l'11 novembre del 1992 i també coneguda amb el nom artístic de Ruby Rubacuori (més o menys «Ruby Robacors») fou detinguda per la policia a Milà. Se l'acusava del robatori de tres mil euros. Com que la jove no portava papers, fou portada a la seu de la policia local per ser-hi identificada i interrogada. A causa de la seva edat, la jove fou orientada a un refugi per a delinqüents menors.
Durant un dels interrogatoris, el cap de policia de Milà rebé una trucada del primer ministre Silvio Berlusconi en persona, de viatge a París. Aquest feu pressió per fer alliberar la jove, afirmant que era «la neboda del president de la República Àrab Egípcia Hosni Mubàrak» i que, per evitar una crisi diplomàtica, calia confiar-la a Nicole Minetti, una política local que pertanyia al seu partit.
Després de dues trucades de Silvio Berlusconi a les autoritats policials, la jove fou alliberada i enviada, seguint la voluntat del cap de govern, a Nicole Minetti, posteriorment consellera regional a les llistes del partit de Silvio Berlusconi, el Poble de la Llibertat.
Segons una sèrie de reportatges publicats als mitjans a l'octubre del 2010, Silvio Berlusconi hauria conegut Karima El Mahroug, que aleshores tenia 17 anys, a través de Nicole Minetti. La jove insistí que no havia tingut relacions sexuals amb el cap de govern italià, que tenia 74 anys, però declarà a la premsa italiana que havia assistit a un sopar a la seva vil·la prop de Milà. Ella digué que s'havia assegut al costat de Silvio Berlusconi, que havia pujat amb ell i que ell li havia donat un sobre que contenia 7.000 €. Afegí que també li havia donat joies.

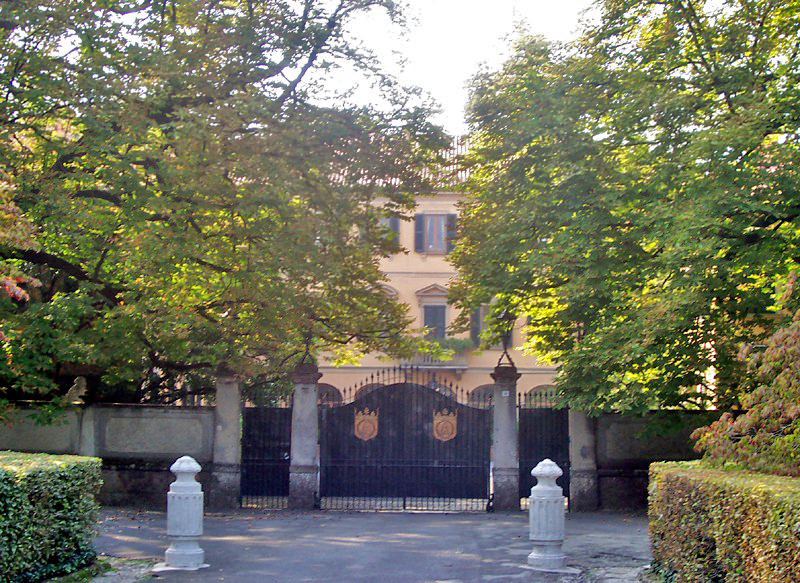
La vil·la San Martino, a Arcore, prop de Milà. Residència privada del cap de govern italià, aquesta vil·la hauria sigut el lloc de les festes bunga-bunga organitzades pel president del Consell Italià.

El gener del 2011, una investigació penal fou oberta contra el president del Consell, Berlusconi, respecte a les seves relacions amb Karima El Mahroug, per haver tingut relacions sexuals amb una prostituta menor i haver abusat de les seves funcions per fer-la alliberar. Els advocats de Silvio Berlusconi s'apressaren a negar aquestes declaracions, declarant-les «absurdes i sense fonament», i qualificaren la investigació d'atac greu a la vida privada del Primer ministre, sense precedent a la història judicial del país.

## Veredicte
El 24 de juny del 2013, Silvio Berlusconi fou condemnat per incitació a la prostitució de menor i abús de poder, a set anys de presó així com una pena d'inhabilitació per tota la vida, sentència susceptible de ser suspesa en cas de recurs. Durant el procés, el ministeri públic rebutjà les negacions de Karima El Mahroug, que, segons la fiscal, ho negava perquè «ha rebut més de 4,5 milions d'euros en tres mesos».
El divendres 18 de juliol del 2014, Silvio Berlusconi fou absolt pel Tribunal d'Apel·lacions de Milà. La fiscalia havia tanmateix reclamat la confirmació de la pena pronunciada en primera instància.